# René Strehler
René Strehler (ur. 13 kwietnia 1934 w Affoltern am Albis) – szwajcarski kolarz torowy i szosowy, srebrny medalista torowych mistrzostw świata.

## Kariera
Największy sukces w karierze René Strehler osiągnął w 1955 roku, kiedy zdobył srebrny medal w indywidualnym wyścigu na dochodzenie zawodowców podczas torowych mistrzostw świata w Mediolanie. W zawodach tych wyprzedził go jedynie Włoch Guido Messina, a trzecie miejsce zajął Holender Wim van Est. Był to jedyny medal wywalczony przez Strehlera na międzynarodowej imprezie tej rangi. Wielokrotnie zdobywał medale mistrzostw Szwajcarii, zarówno w kolarstwie torowym jak i szosowym, w tym osiem złotych. Startował również w wyścigach szosowych, wygrywając między innymi Tour de Romandie w 1955 roku, a w 1960 roku był trzeci w klasyfikacji generalnej Tour de Suisse. Nigdy nie wystąpił na igrzyskach olimpijskich.